# Панино (Бурашевское сельское поселение)
Панино — деревня в Калининском районе Тверской области. Входит в состав Бурашевского сельского поселения.

## География
Деревня находится в юго-восточной части Тверской области на расстоянии приблизительно 26 км на юг по прямой от города Тверь.

## История
Деревня была отмечена на карте 1825 года как Панина. В 1859 году здесь (деревня Тверского уезда Тверской губернии) было учтено 14 дворов.

## Население
Численность населения: 131 человек (1859 год), 45 (русские 69 %) в 2002 году, 32 в 2010.